# Nguyễn Bắc Sơn
Nguyễn Bắc Sơn (tên khai sinh là Nguyễn Công Bác; sinh năm 1941) là nhà văn Việt Nam, được tặng Giải thưởng Nhà nước về Văn học Nghệ thuật vào năm 2022.

## Tiểu sử
Nguyễn Bắc Sơn tên khai sinh là Nguyễn Công Bác, sinh năm 1941 tại Nam Định, quê gốc ở xã Hữu Bằng, huyện Thạch Thất, tỉnh Hà Tây (nay thuộc Thành phố Hà Nội).
Năm 1962, Nguyễn Bắc Sơn tốt nghiệp khoa Ngữ văn, Trường Đại học Sư phạm Hà Nội, rồi dạy Văn cấp 3 ở Hưng Yên, gần 10 năm sau ông chuyển về Trường cấp III Nguyễn Gia Thiều (nay là Trường THPT Nguyễn Gia Thiều, Hà Nội). Từ năm 1972 - 1974, ông tham gia quân đội. Từ năm 1975, ông trở lại nghề dạy học ở Hà Nội. Ông có hai nhiệm kỳ làm Phó Hiệu trưởng Trường Trung học phổ thông Chu Văn An, Hà Nội. Năm 1992, ông về công tác tại Sở Văn hóa - Thông tin Hà Nội cho đến khi nghỉ hưu vào năm 2002.
Ông là hội viên Hội Nhà văn Việt Nam.

## Sự nghiệp
Trình làng văn muộn nhưng Nguyễn Bắc Sơn sớm khẳng định vị thế trên văn đàn đương đại. Ông được coi là một nhà văn sung sức nhất hiện nay trong mảng tiểu thuyết luận đề về xã hội.
Nguyễn Bắc Sơn đã xuất bản 25 đầu sách (có 6 bộ tiểu thuyết và nhiều tập truyện ngắn, bút ký, tiểu luận và những bài báo) như: “Thực hư” (tập truyện ngắn, 1998); “Hoa lộc vừng” (tập bút ký, 1999); “Người dẫn đường trời” ( tập bút ký, 1999); “Tản mạn với nghề cầm phấn và cầm bút” (tập tiểu luận và những bài báo, 1999); “Tản mạn với văn hóa thông tin” (tập tiểu luận và những bài báo, 1999); “Hồng Hà ơi” (tập bút ký, 2000); “Quyền được không yêu” (tập truyện ngắn, 2002); “Người đàn ông quỳ” (tập truyện ngắn, 2002); “Đi mây về gió” (tập bút ký, 2002); “Đá dậy thì” (tập bút ký, 2003); “Luật đời” (tập truyện vừa và ngắn, 2004); “Luật đời và cha con” (tiểu thuyết, 2005); “Lửa đắng” (tiểu thuyết, 2008); “Truyện ngắn Nguyễn Bắc Sơn” (2010); “Người trong tôi”, “Gót thời gian” (tập bút ký, 2010); “Gã Tép Riu” (tiểu thuyết, 2013); “Chúng ta đến với nhau” (ký, 2015); “Vỡ vụn” (tiểu thuyết, 2017); “Cuộc vuông tròn” (tiểu thuyết, 2019); “Lính tăng” (tiểu thuyết, 2019); “Võ Đại tướng với Điện Biên Phủ” (NXB Quân đội nhân dân, 2019); “Đoàn thiếu nhi nghệ thuật do Bác Hồ đặt tên” (ký, 2020); “Bẩy nổi ba chìm” (hồi ký, NXB Đà Nẵng, 2022)… Tác phẩm của ông thiên về chính luận, mổ xẻ cơ chế điều hành xã hội và hệ thống nhân vật điều hành cơ chế ấy.
Năm 2005, tiểu thuyết “Luật đời và cha con” của Nguyễn Bắc Sơn ra đời, trở thành một hiện tượng xuất bản. Sau đó, tiểu thuyết được chuyển thể thành bộ phim truyền hình dài tập mang tên "Luật đời", rồi được khán giả truyền hình bình chọn là phim truyền hình nhiều tập hay nhất năm 2007.
nhà văn Nguyễn Bắc Sơn, 
''Lửa đắng'' là tiểu thuyết mang cho ông Giải thưởng Nhà nước, lại có số phận khá thăng trầm. Trong ''Lửa đắng'', lần đầu tiên trong văn học Việt Nam có các nhân vật có chức danh chứ không ám chỉ: Ủy viên Bộ Chính trị - Bí thư Thành ủy, Trưởng Ban Tư tưởng văn hóa Trung ương, Tổng Bí thư và "cụ" (cố vấn Ban Chấp hành Trung ương). Vì thế 8 nhà xuất bản từ chối cấp phép vì sợ ''phạm húy''. Cuối cùng, Nhà xuất bản Lao động đã cho xuất bản vì đã thấu hiểu động cơ sáng tác của tác giả. Phó giám đốc, Tổng biên tập - nhà văn Trần Dũng đã viết trong phiếu thẩm định ngày 27 tháng 6 năm 2008 với nội dung: "Bản thảo này được viết ra từ trái tim một người cộng sản, một người trong cuộc, rất có ích cho đất nước, cho Đảng ta, không chỉ cho hôm nay. Tôi trực tiếp biên tập và xin chịu hoàn toàn mọi trách nhiệm".
Nguyễn Bắc Sơn đã nhận được rất nhiều giải thưởng văn học: Giải C bút ký, Bộ Giao thông vận tải và Hội Nhà văn Việt Nam. Hai giải nhất, giải nhì, bút ký viết về Thăng Long, Hà Nội – báo Hà Nội Mới. Tặng thưởng của Nhà xuất bản Thanh niên cho cuốn “Luật đời” (2004); Giải thưởng Uỷ ban toàn quốc Liên hiệp các Hội Văn học nghệ thuật Việt Nam cho tiểu thuyết “Luật đời và cha con” (2005); Giải thưởng văn học Sông Mê Kông với tiểu thuyết “Lính tăng” (2023). Ông đã ba lần nhận giải thưởng Cuộc thi tiểu thuyết của Hội Nhà văn Việt Nam (2006 - 2009, 2011 - 2014 và 2016 - 2019).
Năm 2022, ông được tặng Giải thưởng Nhà nước về Văn học Nghệ thuật với tác phẩm Lửa đắng (tiểu thuyết).

### Đánh giá
| “                                      | Nguyễn Bắc Sơn thuộc kiểu “ba trong một” (nhà giáo - nhà báo - nhà văn) là một ngòi bút đa năng, bặt thiệp, bền bỉ, thặng dư sản phẩm chữ nghĩa. Điều đặc biệt khiến tác giả được quý trọng chính là tinh thần trung thực đến tận chân tủy trên từng con chữ. | ” |
| — nhà phê bình văn học Bùi Việt Thắng. | |   |

| “                         | Muốn thưởng thức những áng văn hay, những con chữ óng nuột, hay tài thao tác cấu trúc tác phẩm với những tình tiết bất ngờ lắt léo, sẽ khó tìm thấy ở Nguyễn Bắc Sơn. Sức mạnh của ông là ở khả năng tinh nhạy, nắm bắt những vấn đề thời sự nóng hổi… Mê hoặc người đọc mà không cần dùng đến phấn son đâu có dễ. Đấy là cái tài của Nguyễn Bắc Sơn. | ” |
| — nhà thơ Trần Đăng Khoa. | |   |

## Tác phẩm chính

### Tiểu thuyết
- “Luật đời và cha con” (tiểu thuyết, 2005);
- “Lửa đắng” (tiểu thuyết, 2008);
- “Gã Tép Riu” (tiểu thuyết, 2013);
- “Vỡ vụn” (tiểu thuyết, 2017);
- “Cuộc vuông tròn” (tiểu thuyết, 2019);
- “Lính tăng” (tiểu thuyết, 2019).

### Ký, truyện ngắn, tiểu luận
- “Thực hư” (tập truyện ngắn, 1998);
- “Hoa lộc vừng” (tập bút ký, 1999);
- “Người dẫn đường trời” (tập bút ký,1999);
- “Tản mạn với nghề cầm phấn và cầm bút” (tập tiểu luận và những bài báo, 1999);
- “Tản mạn với văn hóa thông tin” (tập tiểu luận và những bài báo,1999);
- “Hồng Hà ơi” (tập bút ký, 2000);
- “Quyền được không yêu” (tập truyện ngắn, 2002);
- “Người đàn ông quỳ” (tập truyện ngắn, 2002);
- “Đi mây về gió” (tập bút ký,2002);
- “Đá dậy thì” (tập bút ký, 2003);
- “Luật đời” (tập truyện vừa và ngắn, 2004);
- “Truyện ngắn Nguyễn Bắc Sơn” (2010);
- “Người trong tôi”, “Gót thời gian” (tập bút ký, 2010);
- “Chúng ta đến với nhau” (ký, 2015);
- “Võ Đại tướng với Điện Biên Phủ” (NXB Quân đội nhân dân, 2019);
- “Đoàn thiếu nhi nghệ thuật do Bác Hồ đặt tên” (ký, 2020);
- “Bẩy nổi ba chìm” (hồi ký, NXB Đà Nẵng, 2022).

## Vinh danh
- Giải thưởng Nhà nước về Văn học Nghệ thuật năm 2022.

### Giải thưởng văn học
- Giải C bút ký, Bộ Giao thông vận tải và Hội Nhà văn Việt Nam.
- Hai giải nhất, giải nhì, bút ký viết về Thăng Long, Hà Nội – báo Hà Nội Mới.
- Tặng thưởng của Nhà xuất bản Thanh niên cho cuốn “Luật đời” (2004);
- Giải thưởng Uỷ ban toàn quốc Liên hiệp các Hội Văn học nghệ thuật Việt Nam cho tiểu thuyết “Luật đời và cha con” (2005);
- Giải thưởng văn học Sông Mê Kông với tiểu thuyết “Lính tăng” (2023).
- Ba lần nhận giải thưởng Cuộc thi tiểu thuyết của Hội Nhà văn Việt Nam (2006 - 2009, 2011 - 2014 và 2016 - 2019)